# صورين (شاهين دج)
صورين هي قرية في مقاطعة شاهين دج، إيران. عدد سكان هذه القرية هو 657 في سنة 2006.